# Joseph-Emmanuel Van Driesten
Joseph-Guillaume-Emmanuel Van Driesten, né à Moulins-Lille le 16 mai 1853 et mort le 2 novembre 1923 à Paris 14e, est un artiste peintre, miniaturiste, héraldiste et historien français.

## Biographie
Originaire de Lille, fils aîné de Antoine-Guillaume Van Driesten, modeste magasinier né à Leeuwarden (Pays-Bas) en 1824, et Josepha Verschaffelt, née à Gand (Belgique) en 1821, Van Driesten commence sa vie comme garçon boulanger, puis il suit les cours de l'école des beaux-arts de Lille en devenant l'élève du professeur de dessin Alfred-Joseph Rondeau (1825-1875) et du peintre Alphonse Colas. Il étudie spécialement les primitifs et les manuscrits, devenant un spécialiste de la reproduction des enluminures. En 1870, il entre au service d'un carrossier lillois, comme peintre en armoiries. En 1875, il remporte le premier prix, soit 500 francs, au concours de peinture de la ville de Compiègne. Il effectue ensuite plusieurs voyages, passant par l'Allemagne (Heidelberg, Leipzig, Berlin), l'Autriche (Vienne) et la Belgique (Bruges, Louvain, Gand, Bruxelles) puis ouvre à Lille en 1877 son propre atelier. En 1885, il publie la reproduction d'un manuscrit, La Marche de Lille datant de 1556 et conservé à la bibliothèque municipale de Lille. Il reçoit commande à la même époque de l'exécution des grandes armes d'État et des quartiers généalogistes de l'empereur François-Joseph Ier. En 1889, il fait de même pour les armes et l'histoire de la maison de Bragance destinées au palais de Belém. En 1892, il participe au programme des Fastes de Lille, par le biais de plusieurs compositions peintes et il se voit chargé de la création des costumes,. 
En 1886, il déménage à Paris et installe son atelier 19 rue Poncelet et commence d'enseigner l'art de l'enluminure. En octobre 1907, il expose à Bruges sans doute son chef-d'œuvre, le grand Armorial des vingt-trois chapitres de l'ordre de la Toison d'or, d'après un manuscrit flamand du XVe siècle présenté par Hippolyte Verly, travail entamé en 1894, et qui lui demanda près de quinze ans de recherches.
Van Driesten expose au salon de la Société nationale des beaux-arts de 1893 à 1898, des miniatures, des portraits et des cartons de vitrail. En 1912, il expose au Salon des artistes français une série d'aquarelles.
Il fonde en 1895 la Société des miniaturistes et enlumineurs de France qui expose chez Georges Petit, et les revues L'Enlumineur (1889-1892) avec Alphonse Labitte, et Le Coloriste enlumineur (Desclée de Brouwer, 1893-1899). Il exécute les couvertures des partitions de musique entre autres pour Félicien Menu de Ménil.
Durant la Première Guerre mondiale, il prend parti contre les forces de la Triplice et voit la ville de Lille détruite sous les bombes ; il perd une grande partie de ses archives et en réaction fonde l'association culturelle Flandriae visant à sauvegarder le patrimoine du Nord.
Il avait épousé en troisièmes noces Maria Van Parys, son ancienne élève, qui travailla à ses côtés en tant que miniaturiste jusqu'en 1923.

## Ouvrages publiés

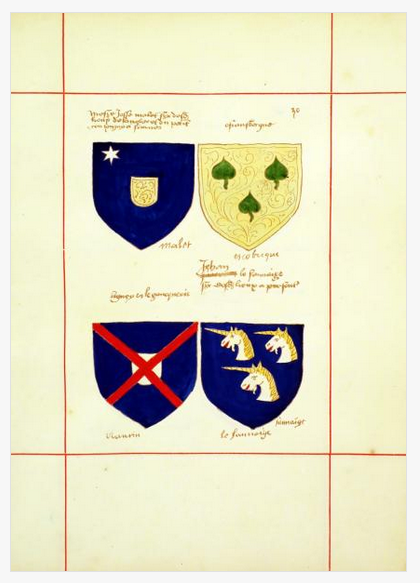
Enluminures héraldiques extraite de La Marche de Lille (Quarré, 1884).

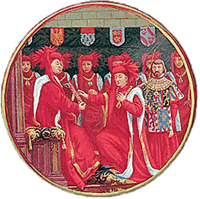
Enluminure extraite de Le Grand Armorial de la Toison d’Or (Leleu, 1911).

- La Marche de Lille 1556, Lille, L. Quarré, 1884, imprimé à 150 ex., réimpr. en 1896.
- Armorial belge, Tournai, Vasseur-Delmée, 1885.
- La Flandre Wallonne, d'après Ms Godefroy 197, Bibliothèque municipale de Lille.
- Les 32 quartiers de S.M. Impériale François-Joseph d’Autriche, Exposition de Vienne, 1886.
- Armorial national des villes de France, Exposition universelle de Paris, éd. C. Claesen, 1889.
- Cortège-cavalcade de Lille, album colorié des Fastes de Lille, 1892.
- La Marche historique de Lille, présenté par Hippolyte Verly (Étienne Durand), 1894.
- Le Grand Armorial de la Toison d’Or, avec Maria Van Parys, présenté par Verly, Lille, E. Leleu, 1896-1911.
- Les trente-deux quartiers généalogiques de S.A.R. Louis-Philippe, prince royal de Portugal, duc de Bragance, duc de Saxe, chevalier de l’Ordre insigne de la Toison-d’Or, né le 21 mars 1887, Presses de Raymond Richebé, 1894.
- Émile Blémont, Le Seigneur de Saint-Claire, illustrations, éd. A. Gautherin, 1895.
- Jules Martin de Montalbo et Raymond Richebé, Armoiries et décorations, éd. Lahurel, 1896.
- Edmond Gouttière, Portugal. Les ordres civiles et militaires, s.e., 1896.
- Luigi Montalbo et Amedeo Astraudo, Grèce. Ordre du Sauveur et distinctions honorifiques, Macon, 1897.
- Edmond Rostand, La Brouette, 1902.
- [partition] La Carmélite. Comédie musicale en quatre actes et cinq tableaux, poème de Catulle Mendès et musique de Reynaldo Hahn, Heugel, 1902.
- Arsène Alexandre, La Mort s’amuse, avec Marie Van Parys, 1908.

## Conservation
Le Palais des Beaux-Arts de Lille conserve une série d'armoiries enluminées. La bibliothèque municipale de Lille possède un important fonds Van Driesten.

## Distinctions
- Palmes académiques
- Commandeur de l'Ordre du Christ (Portugal)